# Suore del Cuore eucaristico di Gesù
Le Suore del Cuore eucaristico di Gesù (in inglese Sisters of the Eucharistic Heart of Jesus; sigla E.H.J.) sono un istituto religioso femminile di diritto pontificio.

## Storia
La congregazione fu fondata a Lagos dal vescovo Leo Hale Taylor, S.M.A., vicario apostolico della Costa di Benin: la formazione delle prime aspiranti indigene e la direzione della famiglia religiosa vennero inizialmente affidate alle suore missionarie di Nostra Signora degli Apostoli.
Il decreto formale di erezione canonica dell'istituto fu emesso da Taylor previo il nihil obstat della congregazione di Propaganda fide, concesso il 1º dicembre 1943.

## Attività e diffusione
Le suore si dedicano all'insegnamento religioso e scolastico, all'assistenza agli ammalati in ospedali e dispensari e alle attività pastorali in parrocchie e stazioni missionarie.
Oltre che in Nigeria, sono presenti in Canada, Italia, Stati Uniti d'America e Sudafrica; la sede generalizia è a Lagos.
Alla fine del 2015 l'istituto contava 226 religiose in 51 case.